# Onthophagus rhinolophus
Onthophagus rhinolophus là một loài bọ cánh cứng trong họ Bọ hung (Scarabaeidae).